# Euscelidia brunnea
Euscelidia brunnea là một loài ruồi trong họ Asilidae. Euscelidia brunnea được Loew miêu tả năm 1858.